# Michael Cremo
Michael A. Cremo, né le 15 juillet 1948 à Schenectady (État de New York), est un essayiste américain.

## Biographie
Dans son livre Histoire secrète de l'espèce humaine, il recense différentes découvertes anachroniques remettant en question la théorie de l'évolution et l'histoire évolutive des homininés. Il se rattache au courant créationniste par sa religion, le Gaudiya Vishnouisme.

## Thèses
Michael Cremo affirme qu'il existe des preuves archéologiques soutenant l'idée que l'être humain existe depuis des temps extrêmement reculés et qu'il n'est pas une évolution de créatures simiesques, citant les travaux de Mary Leakey et de Josiah Whitney.

## Publications
- (en) Michael A. Cremo et Richard L. Thompson, Forbidden archeology : the hidden history of the human race, San Diego, Bhaktivedanta Institute, 1993, 1re éd., 914 p. (ISBN 978-0-9635309-8-1)
- (en) Puranic Time and the Archeological Record in Tim Murray, éd. Time and Archaeology, Routledge, Londres, 1999
- (en) The Later Discoveries of Boucher de Perthes at Moulin Quignon and Their Impact on the Moulin Quignon Jaw Controversy in Goulven Laurent éd. Proceedings of the XXth International Congress of History of Science (Liège, 20–26 juillet 1997), volume X, Earth Sciences, Geography and Cartography, Turnhout, Belgique : Brepols, p. 39–56, 2002
- (en) The discoveries of Carlos Ribeiro: a controversial episode in nineteenth-century European archeology, Journal of Iberian Archaeology, vol. 12, p. 69-89, 2009.
- (en) Excavating the eternal: an indigenous archaeological tradition in India, Antiquity, 82 : p. 178-188, 2008.
- (en) Some Angles on the Anglo Debate, Archaeologies, Journal of the World Archaeological Congress, 4(1) : p. 164-167, 2008.